# Заповідник Гуквалди
Заповідник Гуквалди (чеськ. Obora Hukvaldy) — одна із найстаріших природоохоронних зон Чехії, розташовується поблизу муніципалітету Гуквалди на березі річки Ондржейниці. Заповідник було засновано у 1567 році, поблизу замку Гуквалди. Площа заповідної території становить 440 га. Частина території заповідника оголошена об’єктом європейського значення.

## Опис заповідника

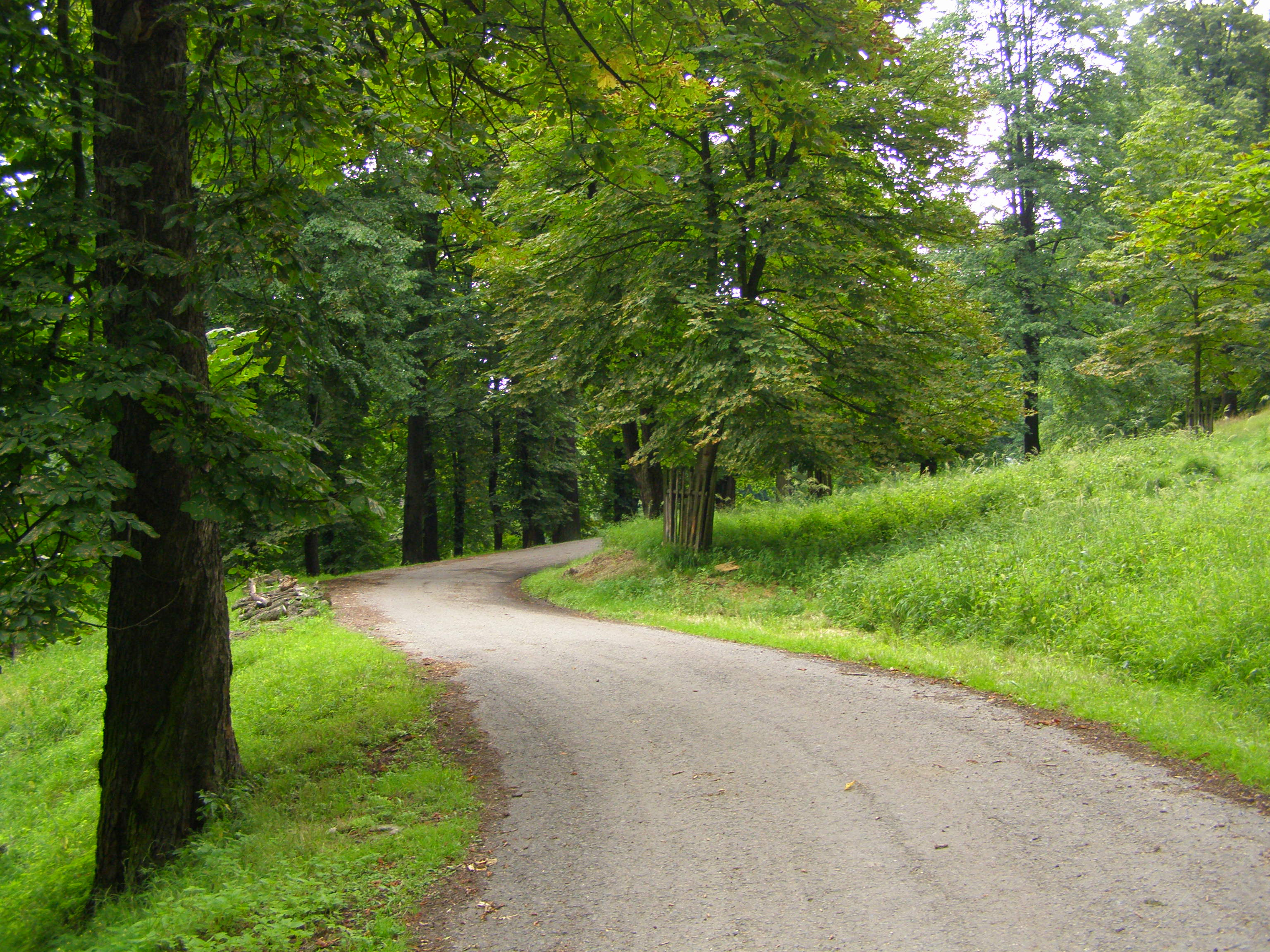
Туристичний маршрут у заповіднику Гуквалди

Заповідна зона розташовується в унікальному природному утворенні, в передгір'ї Бескидів. Рельєф заповідника дуже пересічений, висота коливається від 320м до 600м над рівнем моря, найвища точка заповідника  — пагорб Казничів. На території ростуть буки, старі липи, кінські каштани та дуби. Завдяки унікальному та недоторканому довкіллю, тут можна зустріти зайця, білку, куницю кам’яну, куницю лісову, лисицю, борсука, ласку, горностая та річкову видру. У заповіднику також розводять муфлона, європейську лань і кабана. У кронах і порожнинах дерев гніздяться лелека чорний, канюк, яструб, голуб, лісовий голуб, дятел, жовна зелена, сойка, різні види сов і співочих птахів. У річці Ондржейниці водиться пструг струмковий.

## Пам'ятник хитрому лису
У заповіднику любив проводити свій час Леош Яначек, всесвітньовідомий композитор родом із Гуквалди. На згадку про нього та його оперу «Пригоди хитрого лиса» в заповіднику в червні 1959 року було встановлено мідну статую хитрого лиса. Проте нинішня статуя є копією, оскільки мідну версію було викрадено.